# Hargnies (Ardenas)
 Hargnies  es una población y comuna francesa, en la región de Champaña-Ardenas, departamento de Ardenas, en el distrito de Charleville-Mézières y cantón de Fumay.

## Demografía
| 677 | 623 | 573 | 561 | 511 | 514 |
| Para los censos de 1962 a 1999 la población legal corresponde a la población sin duplicidades (Fuente: INSEE [Consultar]) |     |     |     |     |     |